# Stützhyperebene

Stützhyperebene (gestrichelte Linie) und zugehöriger Stützhalbraum (hellblau) einer Menge S (lila)

Eine Stützhyperebene oder stützende Hyperebene ist in der Mathematik eine Hyperebene, die den Rand einer gegebenen Teilmenge des euklidischen Raums so schneidet, dass die Menge vollständig in einem der beiden durch die Hyperebene definierten abgeschlossenen Halbräume liegt. Im zwei- und dreidimensionalen Raum spricht man entsprechend auch von einer Stützgerade beziehungsweise einer Stützebene. Für eine konvexe Menge existiert an jedem Randpunkt eine Stützhyperebene, die im Fall von glatten konvexen Mengen sogar eindeutig ist.

## Definition
Ist {\displaystyle S\subseteq \mathbb {R} ^{n}} eine Menge im {\displaystyle n}-dimensionalen euklidischen Raum, dann heißt eine Hyperebene {\displaystyle H\subset \mathbb {R} ^{n}} Stützhyperebene von {\displaystyle S}, wenn
{\displaystyle H\cap S\neq \emptyset }
und
{\displaystyle S\subseteq H^{+}}   oder   {\displaystyle S\subseteq H^{-}}
gelten, wobei {\displaystyle H^{+}} und {\displaystyle H^{-}} die beiden abgeschlossenen Halbräume zu {\displaystyle H} sind. Derjenige Halbraum, der die zweite Bedingung erfüllt, heißt dann Stützhalbraum von {\displaystyle S}. Ein Randpunkt von {\displaystyle S}, der auf einer Stützhyperebene liegt, wird auch Stützpunkt von {\displaystyle S} genannt. Eine Stützhyperebene heißt eigentlich, wenn {\displaystyle S\not \subset H} ist, ansonsten uneigentlich.

## Darstellung
Ist {\displaystyle r\in \partial S} ein Randpunkt von {\displaystyle S} und bezeichnet {\displaystyle \langle \cdot ,\cdot \rangle } das Standardskalarprodukt im {\displaystyle \mathbb {R} ^{n}}, dann ist die Hyperebene
{\displaystyle H=\{x\in \mathbb {R} ^{n}\mid \langle v,x\rangle =\langle v,r\rangle \}}
mit Normalenvektor {\displaystyle v\in \mathbb {R} ^{n}\setminus \{0\}} genau dann eine Stützhyperebene von {\displaystyle S} durch den Stützpunkt {\displaystyle r}, wenn entweder
{\displaystyle \langle v,s\rangle \geq \langle v,r\rangle }
für alle Punkte {\displaystyle s\in S} oder
{\displaystyle \langle v,s\rangle \leq \langle v,r\rangle }
für alle {\displaystyle s\in S} gilt. Durch Orientierung des Normalenvektors, zum Beispiel in Richtung der Menge {\displaystyle S}, kann man sich auch auf einen der beiden Fälle beschränken.

## Stützhyperebenen bei konvexen Mengen

Bei einer nichtkonvexen Menge gibt es Randpunkte, an denen keine Stützhyperebene existiert

### Existenzsatz
Der folgende Existenzsatz für konvexe Mengen geht auf Hermann Minkowski (1896) zurück:
Bei einer konvexen Teilmenge des euklidischen Raums besitzt jeder Randpunkt mindestens eine Stützhyperebene.
Das bedeutet, dass bei einer konvexen Menge {\displaystyle S\subseteq \mathbb {R} ^{n}} zu jedem Randpunkt {\displaystyle r\in \partial S} ein Vektor {\displaystyle v\in \mathbb {R} ^{n}\setminus \{0\}} existiert, sodass
{\displaystyle \langle v,s\rangle \geq \langle v,r\rangle }
für alle {\displaystyle s\in S} gilt. Bei einer konvexen Menge sind damit alle Randpunkte Stützpunkte.

### Beweis
Sei {\displaystyle (r_{k})_{k\in \mathbb {N} }} mit {\displaystyle r_{k}\in \mathbb {R} ^{n}\setminus {\bar {S}}} eine Folge von Punkten außerhalb des Abschlusses von {\displaystyle S}, die gegen den Randpunkt {\displaystyle r} konvergiert ({\displaystyle r_{k}\to r}). Nach dem Trennungssatz existiert nun durch jeden Punkt {\displaystyle r_{k}} eine Hyperebene
{\displaystyle H_{k}=\{x\in \mathbb {R} ^{n}\mid \langle v_{k},x\rangle =\langle v_{k},r_{k}\rangle \}},
sodass {\displaystyle S\subset H_{k}^{+}} gilt. Werden nun die Vektoren {\displaystyle v_{k}} auf die Länge eins normiert, dann ist die Folge {\displaystyle (v_{k})_{k\in \mathbb {N} }} beschränkt und enthält damit nach dem Satz von Bolzano-Weierstraß eine konvergente Teilfolge {\displaystyle ({\tilde {v}}_{k})_{k\in \mathbb {N} }}. Ist {\displaystyle v} der Grenzwert einer solchen Teilfolge ({\displaystyle {\tilde {v}}_{k}\to v}), dann ergibt sich
{\displaystyle \langle v,r\rangle =\lim _{k\to \infty }\langle {\tilde {v}}_{k},r_{k}\rangle \leq \lim _{k\to \infty }\langle {\tilde {v}}_{k},s\rangle =\langle v,s\rangle }
für alle {\displaystyle s\in S}. Damit ist die Hyperebene
{\displaystyle H=\{x\in \mathbb {R} ^{n}\mid \langle v,x\rangle =\langle v,r\rangle \}}
eine Stützhyperebene im Stützpunkt {\displaystyle r} mit zugehörigen Stützhalbraum {\displaystyle H^{+}}.

### Anmerkungen

Die Stützhyperebene durch einen gegebenen Stützpunkt muss nicht eindeutig sein

## Verallgemeinerung
Stützhyperebenen werden allgemeiner auch in beliebigen topologischen Vektorräumen betrachtet. Eine Stützhyperebene an eine Teilmenge {\displaystyle S\subseteq V} eines topologischen Vektorraums {\displaystyle V} im Randpunkt {\displaystyle r\in \partial S} ist dann eine reelle Hyperebene
{\displaystyle H=\{v\in V\mid f(v)=f(r)\}},
wobei {\displaystyle f\colon V\rightarrow \mathbb {R} } ein reelles lineares Funktional ist, welches nicht das Nullfunktional ist und dabei die Ungleichung
{\displaystyle f(s)\geq f(r)}
für alle {\displaystyle s\in S} erfüllt. Ein solches Funktional wird auch als Stützfunktional an {\displaystyle S} bezeichnet. Besitzt ein gegebener Randpunkt {\displaystyle r\in \partial S} eine derartige Stützhyperebene (und damit ein derartiges Stützfunktional), so wird er als Stützpunkt der Teilmenge {\displaystyle S} bezeichnet.